# Выборг (гостиница)
Гостиница «Выборг» — семиэтажная гостиница в историческом центре города Выборга.
Расположена у пересечения главных улиц города — Ленинградского проспекта и проспекта Ленина, неподалёку от городского автовокзала и железнодорожного вокзала. Старейшая из действующих гостиниц Выборга, один из редких памятников североевропейского неоклассицизма в России.

## История
Гостиница построена в 1929 году по заказу акционерного общества «Карельская типография» как часть комплекса зданий, возводившегося в 1925—1929 годах. В первоначально сооружённом дворовом крыле размещались редакция и типография основанной в 1904 году финноязычной газеты «Карьяла» («Карелия»), а корпус, обращённый фасадом к зданиям Саво-Карельского банка и гостиницы «Бельведер», предназначался для размещения отеля «Кнут Поссе» (на верхних этажах), а также магазинов и других организаций (на нижних этажах). Отличительной особенностью гостиничного ресторана «Колумбия» на втором этаже были сводчатые потолки, расписанные Бруно Туукканеном. Однако интерьеры здания были утрачены вследствие советско-финских войн (1939—1944), после которых оно было отведено под гостиницу «Выборг», на протяжении длительного периода времени (вплоть до строительства гостиницы «Дружба») являвшуюся крупнейшим отелем не только города, но и всей Ленинградской области. На первом этаже в советское время размещался валютный магазин «Берёзка».
Редакция и типография газеты «Карьяла» перемещены в Лаппеенранту, где газета и издаётся по сей день.
Здание гостиницы исследователи относят к числу значительных работ архитектора Уно Ульберга в краткий период перехода от национального романтизма к функционализму. Современная гостиница включает более 90 номеров, ресторан, а также массажный кабинет и сауну. Оформление членённого, скупо декорированного симметричного краснокирпичного фасада с массивным карнизом отмечено сильным влиянием идей неоклассицизма. Фасад задумывался как часть единого ряда примыкающих друг к другу многоэтажных зданий, формирующих квартал путём брандмауэрной застройки, однако события военного времени помешали выполнению планов, и соседние с гостиницей участки после войны остались незастроенными. В 1960-х годах планировалось построить новый гостиничный корпус на соседнем участке, для чего предполагалось снести «Дворец рококо», но этот проект не был реализован.
В 2019 году в ознаменование 90-летия здания гостиницы и 140-летия со дня рождения её архитектора — Уно Ульберга — на фасаде здания установлены памятные доски на русском и финском языках.

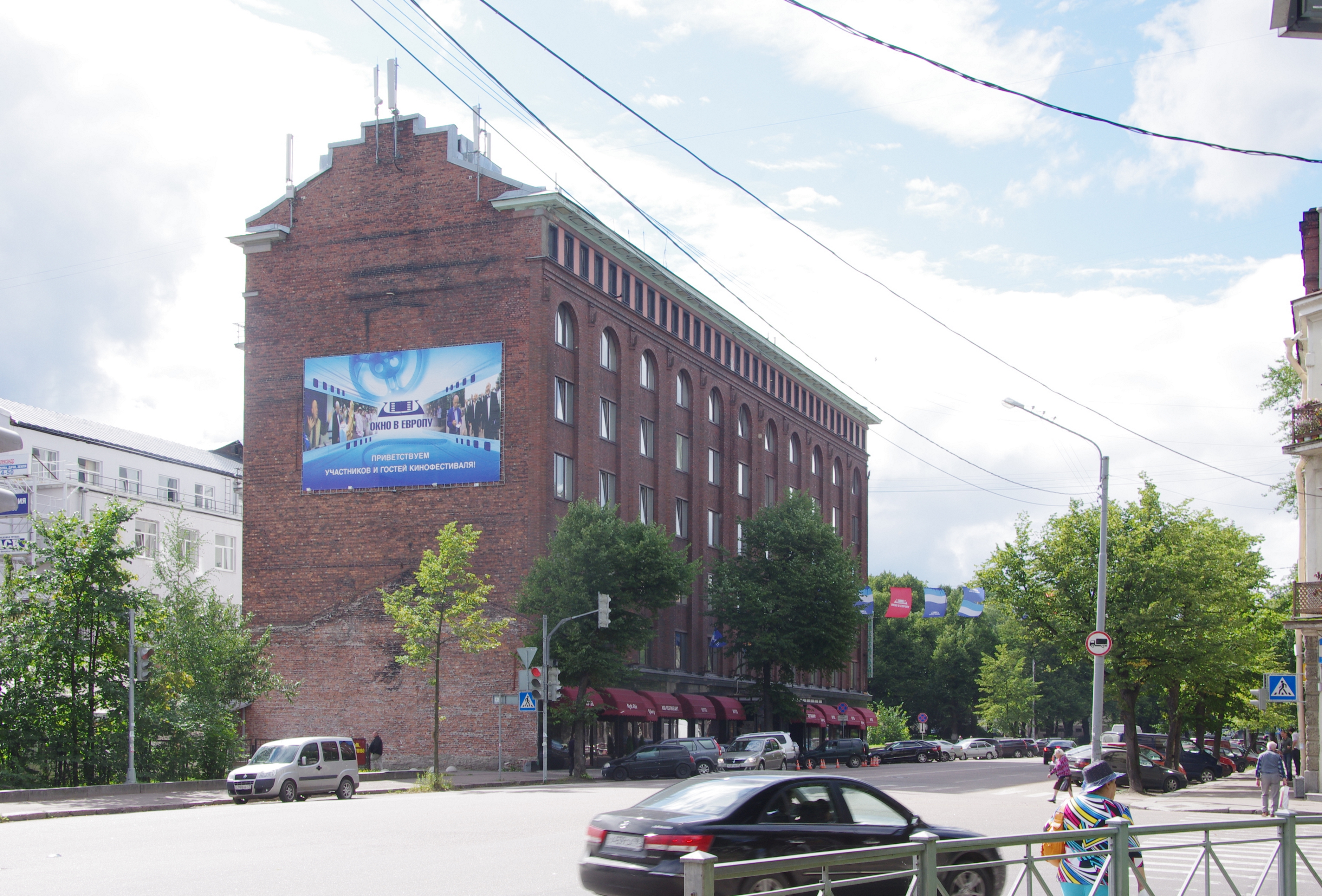
Вид со стороны парка на набережной 40-летия ВЛКСМ
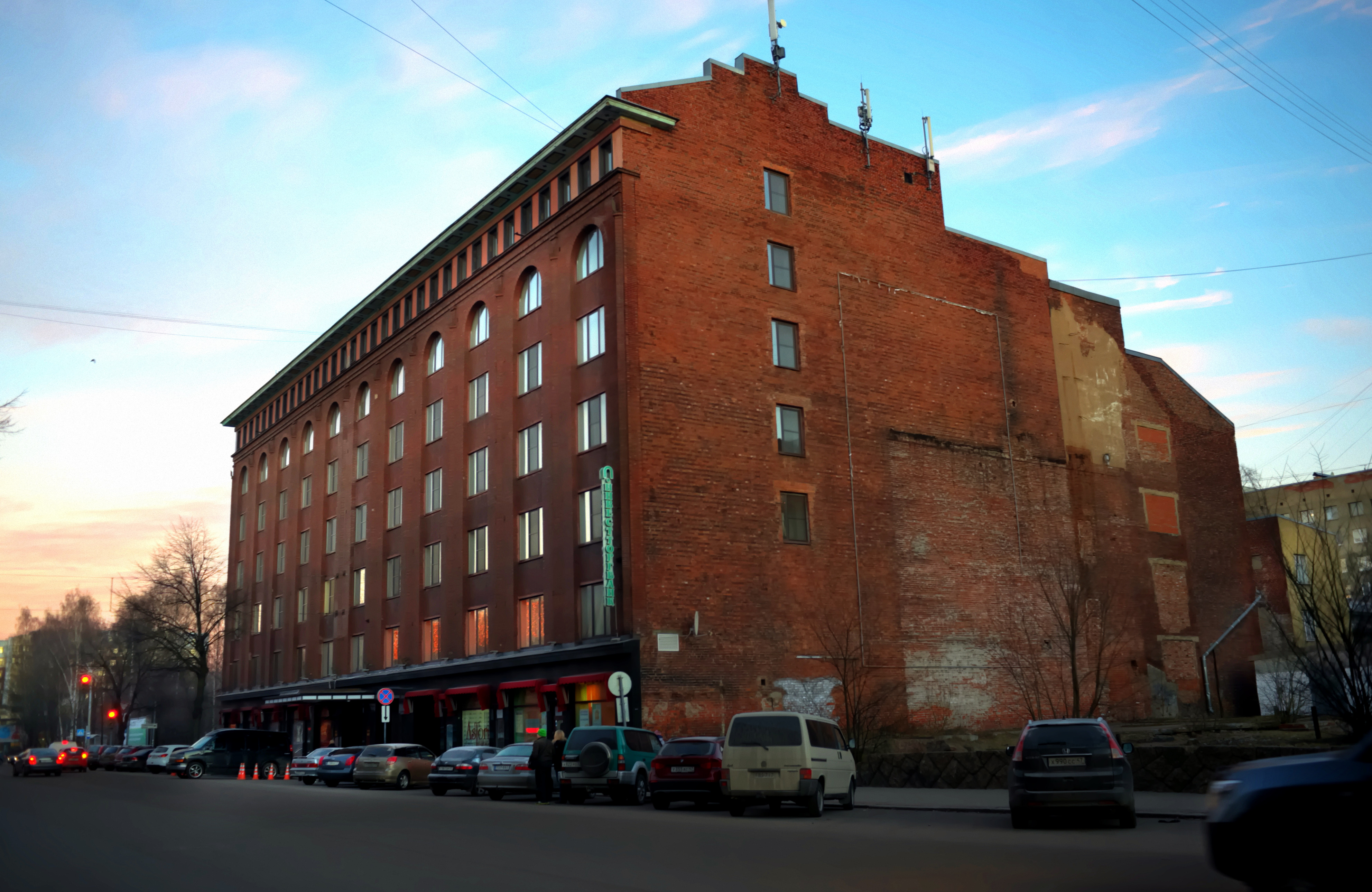
Вид со стороны проспекта Ленина
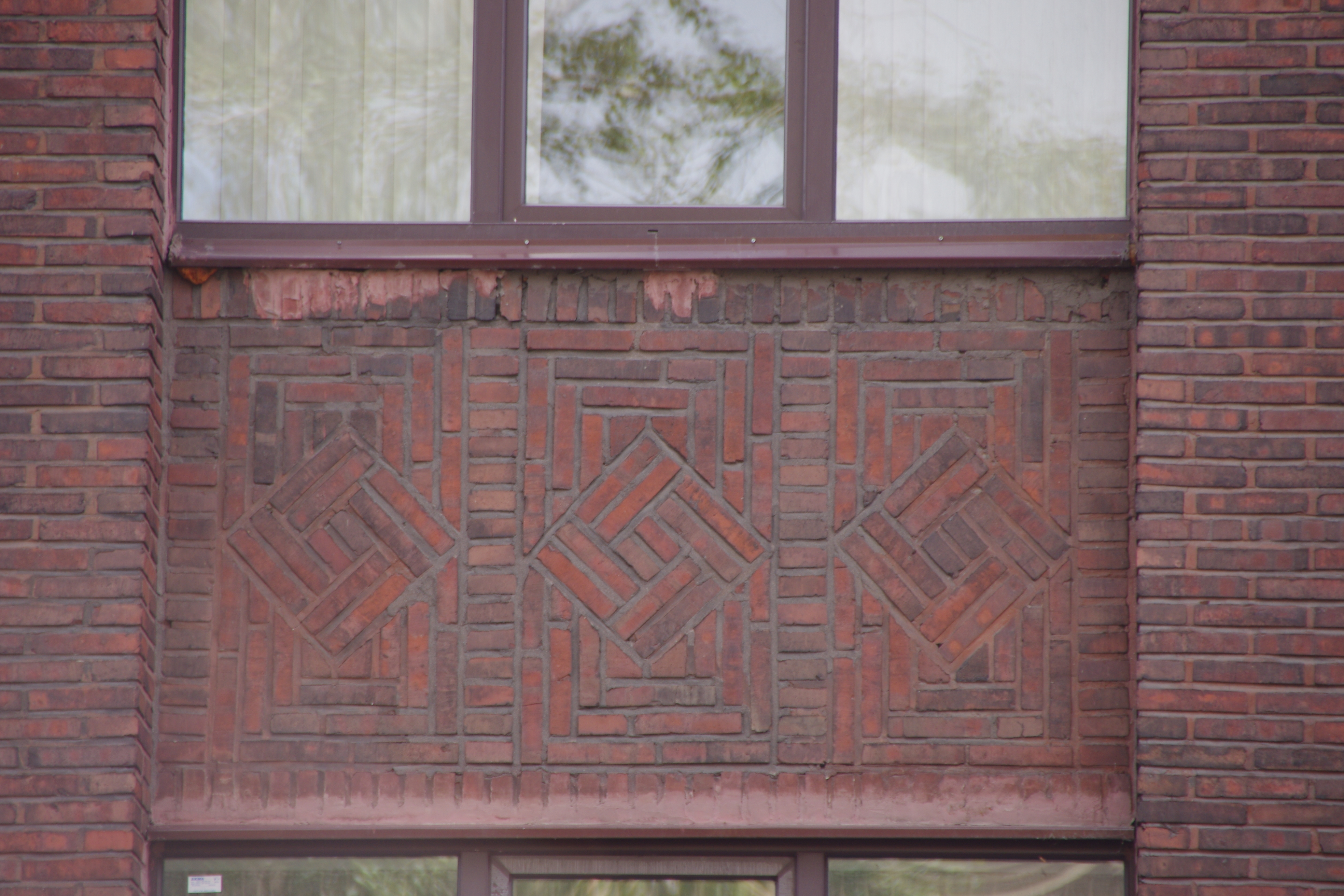
Фрагмент оформления фасада
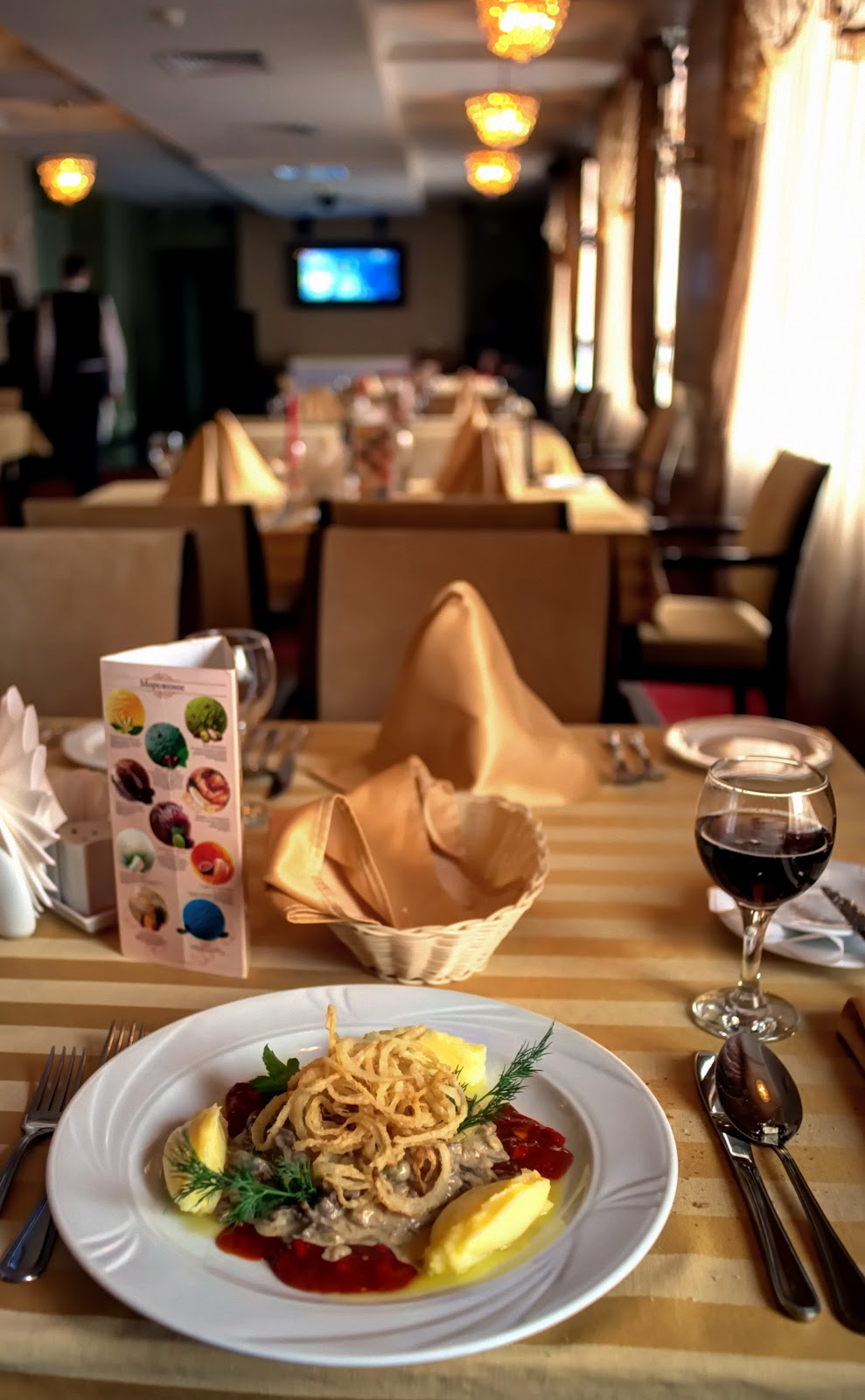
В ресторане